# Curtis Bernhardt
Curtis Bernhardt (15 de abril de 1899 – 22 de febrero de 1981) fue un director de cine alemán nacido en Worms, Alemania, bajo el nombre de Kurt Bernhardt. Comenzó como actor antes ser director en 1926. Sus películas más famosas son A Stolen Life (1946), Sirocco (1951), y Beau Brummell (1954).
Bernhardt dirigió películas en Alemania de 1925 hasta 1933, cuando tuvo que huir del régimen nazi —que lo tuvo arrestado durante un corto período de tiempo— porque era judío. Bernhardt dirigió películas en Francia e Inglaterra antes de mudarse a Hollywood para trabajar para Warner Bros en 1940. Produjo y dirigió su último trabajo en Hollywood, Kisses for My President en 1964, sobre la supuesta primera presidenta de la nación, protagonizada por Polly Bergen y Fred MacMurray.[cita requerida]
Está enterrado en Glendale, cerca de su mujer, Pearl Wellman Bernhardt.

## Filmografía
- Namenlose Helden (cortos) (como Kurt Bernhardt) (1925)
- Qualen der Nacht (Kurt Bernhardt) (1926)
- Die Waise von Lowood (Kurt Bernhardt) (1926)
- Kinderseelen klagen euch an (Kurt Bernhardt) (1927)
- Das Mädchen mit den fünf Nullen (Kurt Bernhardt) (1927)
- Schinderhannes (Kurt Bernhardt) (1928)
- Das letzte Fort (Kurt Bernhardt) (1929)
- Die Frau, nach der man sich sehnt (Kurt Bernhardt) (1929)
- L'homme qui assassina (Kurt Bernhardt) (1930)
- Die letzte Kompagnie (Kurt Bernhardt) (1930)
- Der Mann, der den Mord beging (Kurt Bernhardt) (1931)
- Der Rebell (Kurt Bernhardt) (1932)
- Le tunnel (1933) (Kurt Bernhardt) (1933)
- L'or dans la rue (1934)
- Le vagabond bien-aimé (Kurt Bernhardt) (1936)
- Carrefour (Kurt Bernhardt) (1938)
- Nuit de décembre (Kurt Bernhardt) (1941)
- Million Dollar Baby (1941)
- My Love Came Back (Kurt Bernhardt) (1940)
- Lady with Red Hair (Kurt Bernhardt) (1940)
- Juke Girl (1942)
- Happy Go Lucky (1943)
- Conflict (1945)
- My Reputation (1946)
- Devotion (1946)
- A Stolen Life (1946)
- High Wall (1947)
- Possessed (1947)
- Sirocco (1951)
- Payment on Demand (1951)
- The Blue Veil (1951)
- The Merry Widow (1952)
- Miss Sadie Thompson (1953)
- Beau Brummell (1954)
- Melodía interrumpida (Interrupted Melody, 1955)
- Gaby (1956)
- Damon and Pythias (1962)
- Kisses for My President (1964)